# Paco Menéndez
Francisco Menéndez González (Avilés, 1965-Sevilla, 1999), conocido como Paco Menéndez, ingeniero de telecomunicación por la Universidad Politécnica de Madrid, fue un desarrollador de videojuegos español. Durante su trayectoria profesional, trabajó para las compañías españolas Indescomp, Made in Spain y Opera Soft.
Durante su vida desarrolló los videojuegos Fred, Sir Fred y La abadía del crimen.

## Biografía

### Formación
Su primer contacto con la programación fue el lenguaje BASIC. Aprendió a programar con quince años, a través de un Commodore PET, cuando cursaba 2.º de BUP en uno de los primeros institutos de España que incorporó la informática a sus aulas. Francisco dedicó una buena parte de su tiempo a programar, una de sus principales aficiones.

### Creación deLa abadía del crimen
Paco siempre había querido diseñar un videojuego en tres dimensiones, alejado de los tópicos de entonces y en el que hubiese que pensar, aunque sin llegar a un manejo complicado. Tras leer el libro de Umberto Eco, El nombre de la rosa, se dio cuenta de que era una historia lo suficientemente compleja y que se trataría de un buen argumento para un juego.
Por aquel entonces, Paco formaba parte de Made in Spain, aunque habían decidido que cada uno trabajaría de una manera más independiente. Más tarde llegaría la separación definitiva, y Francisco decidió trabajar junto con Juan Delcán, un estudiante de arquitectura y amigo de la infancia, que a pesar de no saber nada de programación, realizó el diseño de la abadía y de todas las pantallas de juego.
El desarrollo del juego al completo duró catorce meses. Después de ese agotador trabajo todavía no se había decidido el nombre del juego, así que Francisco intentó ponerle a su creación El nombre de la rosa, la obra en la que se había inspirado. Al no obtener respuesta, Francisco llamó a su obra La abadía del crimen, como homenaje a la novela.

### Retiro y muerte
Después de haber hecho el juego y desilusionado con el rumbo que cogía la industria del videojuego, Paco Menéndez decidió apartarse de la programación de videojuegos. Siguió dedicándose al desarrollo de aplicaciones informáticas y comenzó a pensar en un nuevo proyecto, que denominó «Memoria matricial inteligente» (PALOMA) basada en la idea de que la memoria, además de almacenar datos, pudiera ejecutar instrucciones de manera simultánea, lo que supondría una alta paralelización a bajo coste.
En 1999, y con tan solo treinta y cuatro años, Paco Menéndez se suicida arrojándose de su apartamento en Sevilla.

## Reconocimientos
En 2017 Correos de España emitió un pliego de sellos dedicado a La abadía del crimen.
El 17 de noviembre de 2017 se inauguró en el Museo Histórico de Informática de la Universidad Politécnica de Madrid una exposición titulada «El lado humano del videojuego», para conmemorar el 30.º aniversario del juego La abadía del crimen.
Desde marzo de 2019 el Museo Histórico de la Informática de la Escuela Técnica Superior de Ingenieros Informáticos de la UPM, entrega un premio vinculado al desarrollo de videojuegos entre estudiantes de secundaria que lleva el nombre de «Menéndez - Delcán» en honor a Paco Menéndez y Juan Delcán.